# Doris Rogers
Doris Elrina Rogers (nhũ danh Vantull; 21 tháng 11 năm 1929 – 22 tháng 9 năm 2016) là một học giả người Guyana chuyên về mỹ thuật. Bà là giáo sư tại Đại học Guyana từ năm 1988 đến khi nghỉ hưu năm 2008 và là giáo sư danh dự sau đó.

## Đầu đời
Rogers sinh ra ở Georgetown, Guiana thuộc Anh. Bà lớn lên trong khu định cư nhỏ của Rose Hall, ở phía đông của đất nước, nhưng trở về Georgetown để theo học trường trung học. Sau khi hoàn thành chứng nhận tốt nghiệp, Rogers bắt đầu giảng dạy tại một trường Công giáo La Mã ở Port Mourant. Ban đầu là một giáo viên khoa học, bà đã có hứng thú với nghệ thuật và năm 1967 đã giành được học bổng của UNESCO để theo học trường nghệ thuật Nam Úc (hiện là một phần của Đại học Nam Úc). Khi trở về Guyana, bà đảm nhận vị trí cố vấn cho Bộ Giáo dục quốc gia, ngoài ra còn dạy nghệ thuật tại trường Trung học của Giám mục.

## Học viện
Rogers chuyển đến Hoa Kỳ để tiếp tục học vấn, dành nhiều năm ở Washington, DC, học tại Đại học Howard. Bà tốt nghiệp Cử nhân Mỹ thuật năm 1974 và giành được bằng Thạc sĩ Nghệ thuật năm 1975, chuyên ngành giáo dục nghệ thuật và hội họa. Bà đã hoàn thành bằng tiến sĩ tại Đại học bang Pennsylvania ở tuổi 51. Sau đó, Rogers chuyển đến Thành phố Bénin, Nigeria, để theo học một giáo sư tại Đại học Bénin. Bà đã dành bảy năm ở đó, nghiên cứu nghệ thuật châu Phi với sự tập trung vào nghệ thuật truyền thống của người Fulani.
Trở về quê hương, Rogers trở thành giáo sư tại Đại học Guyana năm 1988. CBà là điều phối viên của Khoa Nghệ thuật Sáng tạo cho đến năm 2003, và giám sát việc giới thiệu văn bằng mỹ thuật đầu tiên của trường đại học năm 1990. Rogers đã quan tâm đến việc truyền bá và duy trì kiến thức về nghệ thuật châu Phi trong cộng đồng người Afro-Guyan. Bà là người sáng lập Phục hưng và duy trì văn hóa châu Phi (RAPAC), một tổ chức dành để bảo vệ quyền sở hữu trí tuệ của những người thực hành các truyền thống văn hóa châu Phi. Rogers cũng được truyền cảm hứng từ Indo-Guyan, và từng dẫn đầu một chuyến đi nghiên cứu về Ấn Độ cùng với Bernadette Persaud. Tác phẩm nghệ thuật của riêng bà đã được triển lãm tại Guyana, Bắc Mỹ, Nigeria và Ấn Độ.

## Những năm cuối và danh dự
Rogers đã nghỉ hưu từ Đại học Guyana vào năm 2008 và được làm giáo sư danh dự. Năm 2015, bà được chính phủ Guyana trao tặng Mũi tên vàng thành tích. Rogers qua đời vào tháng 9 năm 2016, ở tuổi 86, mắc chứng mất trí nhớ trong vài năm. Tổng thống David A. Granger đã đưa ra một tuyên bố chia buồn mô tả bà là "một chuyên gia quốc gia nổi tiếng trong lĩnh vực giáo dục nghệ thuật và nghệ thuật biểu diễn".